# Theta Chamaeleontis
Theta Chamaeleontis (5 Chamaeleontis) é uma estrela dupla na direção da constelação de Chamaeleon. Possui uma ascensão reta de 08h 20m 38.89s e uma declinação de −77° 29′ 04.5″. Sua magnitude aparente é igual a 4.34. Considerando sua distância de 154 anos-luz em relação à Terra, sua magnitude absoluta é igual a 0.97. Pertence à classe espectral K0III-IV.